# Landjugend
La Juventud del País (en alemán: Landjugend, originalmente Reichverbandes des Bundes der deutschen Landjugend (Rd BddLj), fue un movimiento juvenil étnico alemán en Checoslovaquia durante el período de entreguerras, políticamente relacionado con la Liga de Agricultores. La organización fue fundada en 1919. En 1922, la Landjugend tenía 16.000 miembros.